# Luca Auer
Luca Auer (né le 17 juillet 2004 à Graz en Autriche) est un joueur autrichien de hockey sur glace. Il évolue à la position d'attaquant.

## Biographie

### Carrière junior
Auer commence sa carrière junior en 2016-2017. Il participe au Tournoi pee-wee de Québec, il dispute 4 matchs avec la sélection autrichienne, inscrivant 5 buts et 3 aides. Son équipe se classe à la 2e place de la catégorie International B.
Lors de la saison 2019-2020, il évolue dans le système de formation du EC Red Bull Salzbourg. En 3 rencontres avec les moins de 16 ans, il comptabilise 6 points et en 26 rencontres de saison régulière avec les moins de 18 ans, il totalise 24 points. Il joue 3 parties de séries éliminatoires pour ces derniers, amassant 2 passes. La saison suivante, il évolue pour les moins de 18 ans en ICE Junior Liga pour 2 matchs. Il inscrit 4 points et est pénalisé 27 minutes. Il dispute la suite de la saison avec les moins de 20 ans en ICE Young Star Liga, inscrivant 26 points en 16 rencontres de saison régulière et 8 points en 6 rencontres de séries éliminatoires. Salzbourg termine champion de la ICEYSL au terme de la saison.
Durant la saison 2021-2022, il dispute 3 parties de séries éliminatoires en ICEJL, aidant le contingent des moins de 18 ans à terminer vice-champion. Ils perdent en finale contre le EC Klagenfurt AC.

### En club
Auer commence sa carrière en 2021-2022 avec le EC Red Bull Salzbourg en ICEHL et en Alps Hockey League avec la deuxième équipe.

Lors de son premier match en AlpsHL, il inscrit ses deux premiers points en carrière, deux passes, le 11 septembre 2021 lors d'une victoire 4-3 face au EHC Bregenzerwald. Le 16 septembre 2021, il marque son premier but lors d'une défaite 1-4 face au SSI Vipiteno Broncos. Lors des séries éliminatoires, Salzbourg est éliminé en 2 rencontres lors des huitièmes de finale par le EK Zell a See.
Il dispute un premier match en ICEHL le 10 octobre 2021, une défaite 0-1 face au HK Olimpija Ljubljana. Au terme de la saison, il remporte la ICEHL s'imposant lors de la finale des séries éliminatoires face au Fehérvár AV19. Cette même saison, il joue une partie de Ligue des champions.
En prévision du repêchage de 2022, la centrale de recrutement de la LNH le classe au 129e rang des espoirs européens chez les patineurs.

### En équipe nationale
Auer représente son pays, l'Autriche, à partir de la saison 2021-2022. Il dispute le Championnat du monde junior avec les moins de 20 ans. Il prend part à 2 matchs, avant que le tournoi ne soit annulé à cause de la pandémie de COVID-19, plusieurs équipes ayant de nombreux joueurs déclarés positifs.
Il dispute également le Championnat du monde moins de 18 ans, division 1B cette même saison. Il inscrit 6 points et 31 minutes de pénalité en 4 rencontres. L'Autriche termine à la 5e et avant-dernière place, se sauvant de la relégation en battant la Pologne.

## Statistiques

### En club
| Saison    | Équipe                 | Ligue                     |    | Saison régulière | Saison régulière | Saison régulière | Saison régulière | Saison régulière |   | Séries éliminatoires | Séries éliminatoires | Séries éliminatoires | Séries éliminatoires | Séries éliminatoires |
| Saison    | Équipe                 | Ligue                     | PJ | B                | A                | Pts              | Pun              | PJ               | B | A                    | Pts                  | Pun                  |                      |                      |
| 2016-2017 | Sélection autrichienne | Tournoi pee-wee de Québec | 4  | 5                | 3                | 8                | 2                | -                | - | -                    | -                    | -                    |                      |                      |
| 2019-2020 | RB Hockey Academie M16 | EBJL U16                  | 3  | 4                | 2                | 6                | 0                | -                | - | -                    | -                    | -                    |                      |                      |
| 2019-2020 | RB Hockey Academie M18 | EBJL U18                  | 26 | 8                | 16               | 24               | 16               | 3                | 0 | 2                    | 2                    | 4                    |                      |                      |
| 2020-2021 | RB Hockey Academie M18 | ICEJL                     | 2  | 3                | 1                | 4                | 27               | -                | - | -                    | -                    | -                    |                      |                      |
| 2020-2021 | EC Salzbourg M20       | ICEYSL                    | 16 | 9                | 17               | 26               | 2                | 6                | 5 | 3                    | 8                    | 0                    |                      |                      |
| 2021-2022 | RB Hockey Academie M18 | ICEJL                     | 0  | 0                | 0                | 0                | 0                | 3                | 2 | 4                    | 6                    | 0                    |                      |                      |
| 2021-2022 | RB Hockey Juniors      | AlpsHL                    | 35 | 20               | 28               | 48               | 24               | 2                | 0 | 0                    | 0                    | 0                    |                      |                      |
| 2021-2022 | EC Salzbourg           | ICEHL                     | 12 | 1                | 0                | 1                | 4                | 2                | 0 | 0                    | 0                    | 0                    |                      |                      |
| 2021-2022 | EC Salzbourg           | Ligue des champions       | 1  | 0                | 0                | 0                | 0                | -                | - | -                    | -                    | -                    |                      |                      |

### En équipe nationale
| Année | Équipe       | Compétition                          |   | PJ | B | A | Pts | Pun                 |  | Résultat |
| 2022  | Autriche M20 | Championnat du monde junior          | 2 | 0  | 1 | 1 | 0   | Compétition annulée |  |          |
| 2022  | Autriche M18 | Championnat du monde moins de 18 ans | 4 | 1  | 5 | 6 | 31  | 5e place            |  |          |

## Trophées et honneurs personnels

### ICEYSL
- 2020-2021 : Champion avec le EC Salzbourg.

### ICEHL
- 2021-2022 : Champion avec le EC Salzbourg.